# Capoeta
Capoeta – rodzaj słodkowodnych ryb z rodziny karpiowatych (Cyprinidae).

## Występowanie
Dorzecza zlewiska Morza Śródziemnego, Egejskiego, Czarnego i Kaspijskiego (Gruzja, Iran, Syria i Turcja).

## Klasyfikacja
Gatunki zaliczane do tego rodzaju:
| - Capoeta aculeata - Capoeta angorae - Capoeta antalyensis - Capoeta baliki - Capoeta banarescui - Capoeta barroisi - Capoeta bergamae - Capoeta buhsei - Capoeta caelestis - Capoeta capoeta – chramula pospolita - Capoeta damascina - Capoeta ekmekciae - Capoeta erhani - Capoeta fusca - Capoeta kosswigi - Capoeta mauricii - Capoeta pestai - Capoeta sieboldii - Capoeta tinca - Capoeta trutta - Capoeta turani - Capoeta umbla |